# Benedictus Ducis
Benedictus Ducis (ur. około 1490 prawdopodobnie niedaleko Konstancji, zm. 1544 w Schalkstetten koło Ulm) – niemiecki kompozytor.

## Życiorys
Utożsamiany bywa niekiedy z Benedictusem de Opiriis, wzmiankowanym w źródłach jako organista w Antwerpii (1514–1516) i członek Chapel Royal w Londynie (1516–1522). Przed 1520 rokiem przebywał w Wiedniu, gdzie prawdopodobnie studiował. W 1532 roku przeszedł na stronę reformacji i w kolejnych latach pełnił posługę pastora w Ulm (1532), Stubersheim (1533) i Schalkstetten (1535). W dokumentach z tego okresu wzmiankowany jest jako Benedictus Dutch i Benedictus Herzog. Niekiedy błędnie utożsamiany był z Benedictusem Appenzellerem.
Jako kompozytor związany był z kręgiem południowoniemieckim. Był autorem 3-, 4- i 7-głosowych motetów, 3- i 4-głosowych chorałów, 3–4-głosowych ód, mszy, nieszporów oraz pieśni świeckich.